# Мовилэ, Ликэ
Ликэ Ставараке Мовилэ (рум. Lică Stavarache Movilă; род. 21 октября 1961, Брэила) — румынский футболист, полузащитник.

## Карьера

### «Бакэу»
Дебютировал за «Бакэу» 21 июня 1981 в последнем туре сезона 1980/81 против «Арджеша» (2:5). За три сезона сыграл лишь 19 матчей (3 мяча).

### «Динамо» Бухарест
Лучшие годы провёл в бухарестском «Динамо», где стал ключевым игроком середины поля и капитаном команды. Обладал мощным ударом, болельщики столичного клуба скандировали: «Movilă, Movilă / Dă-le o torpilă!» (дословно: «Мовилэ, Мовилэ / Запусти им торпеду!»).
Главным успехом динамовцев на международной арене стал выход в полуфинал Кубка чемпионов 1983/84, на пути к которому были пройдены минские одноклубники. Первый матч против будущего победителя турнира «Ливерпуля» (0:1) был омрачён неприятным инцидентом, Грэм Сунесс сломал Мовилэ челюсть, из-за чего тот был вынужден покинуть поле. В ответной встрече, прошедшей без Мовилэ, англичане также оказались сильнее (2:1).

### «Зимбру» Кишинёв
В 1991 году присоединился к кишинёвскому «Зимбру», выступавшему в первой лиге СССР. Мовилэ и его одноклубник Клаудиу Вайшкович стали единственными румынскими легионерами в истории советского футбола.
Завершил карьеру в 1992 году в Израиле.

### Матчи за сборную Румынии
Первый матч за национальную команду провёл 1 июня 1983 года против Югославии (0:1). Всего сыграл 14 матчей (1 гол), при этом 13 из них были товарищескими.
| №   | Дата             | Город                      | Соперник          | Счёт | Мин. | Голы | Турнир                                 |
| --- | ---------------- | -------------------------- | ----------------- | ---- | ---- | ---- | -------------------------------------- |
| 1.  | 1 июня 1983      | Сараево, Югославия         | Югославия         | 0:1  | 70'  |      | Товарищеский матч                      |
| 2.  | 10 августа 1983  | Осло, Норвегия             | Норвегия          | 0:0  | 90'  |      | Товарищеский матч                      |
| 3.  | 24 августа 1983  | Бухарест, Румыния          | ГДР               | 1:0  | 83'  |      | Товарищеский матч                      |
| 4.  | 7 сентября 1983  | Краков, Польша             | Польша            | 2:2  | 90'  | 17′  | Товарищеский матч                      |
| 5.  | 12 сентября 1984 | Белфаст, Северная Ирландия | Северная Ирландия | 2:3  | 81'  |      | Отборочный матч к чемпионату мира 1986 |
| 6.  | 28 февраля 1986  | Александрия, Египет        | Египет            | 2:2  | 90'  |      | Товарищеский матч                      |
| 7.  | 2 марта 1986     | Александрия, Египет        | Египет            | 1:0  | 82'  |      | Товарищеский матч                      |
| 8.  | 14 марта 1986    | Багдад, Ирак               | Ирак              | 1:1  | 90'  |      | Товарищеский матч                      |
| 9.  | 17 марта 1986    | Багдад, Ирак               | Ирак              | 0:0  | 90'  |      | Товарищеский матч                      |
| 10. | 26 марта 1986    | Глазго, Шотландия          | Шотландия         | 0:3  | 90'  |      | Товарищеский матч                      |
| 11. | 23 апреля 1986   | Тимишоара, Румыния         | СССР              | 2:1  | 90'  |      | Товарищеский матч                      |
| 12. | 4 июня 1986      | Бухарест, Румыния          | Норвегия          | 3:1  | 67'  |      | Товарищеский матч                      |
| 13. | 11 марта 1987    | Пирей, Греция              | Греция            | 1:1  | 77'  |      | Товарищеский матч                      |
| 14. | 8 апреля 1987    | Брашов, Румыния            | Израиль           | 3:2  | 90'  |      | Товарищеский матч                      |